# Носович, Сергей Иванович
Сергей Иванович Носович (4 марта 1831 — 1 января 1897, Новгородская губерния) — Военный  Губернатор города Иркутска  и Иркутский Гражданский  Губернатор  (1882—1886), генерал-лейтенант.

## Биография
Родился 4 марта 1831 года.
Начинал службу мировым посредником. Был членом от правительства в мировых съездах Демянского, Новгородского и Старорусского уездов Новгородской губернии. Участвовал в проведении Крестьянской реформы 1861 года.
Будучи начальником Джизакского уезда Сырдарьинской области и полковником, возглавлял дипломатическую миссию 1870 года в Бухарский эмират. Был направлен туда туркестанским генерал-губернатором К. П. фон Кауфманом для ведения переговоров с эмиром о дальнейшем развитии российско-бухарских отношений. Во время пребывания в Бухаре вёл журнал, впоследствии опубликованный. Затем — чиновник особых поручений при том же генерал-губернаторе. В 1876 году — председатель поземельно-податной комиссии в Коканде.
С 29 октября 1878 по 1 июля 1879 года — старший чиновник особых поручений при императорском комиссаре в Болгарии. С 17 апреля 1879 года — генерал-майор. Член Комиссии по разработке и составлению наиболее практичных инструкций, действующих в организационных учреждениях Ферганской области, с 28 января 1880 по 13 апреля 1882 года. Состоял в распоряжении генерал-губернатора с 13 апреля 1882.
  17.05.1882,назначен Военным Губернатором г.Иркутска, 
01.06.1882 Иркутский гражданский губернатор  с оставлением и по Армейской  пехоте.
28.05.1885 из Иркутска выехал губернатор С.И.Носович в отпуск на 4 месяца с 15 мая
09.02.1886 увольняется Военный губернатор города Иркутска и Иркутский Гражданский Губернатор, числящийся по Армейской Пехоте, согласно прошению,от занимаемой должности, с причислением к Военному министерству и с оставлением по Армейской пехоте.
22 августа 1888 года был произведён в генерал-лейтенанты с увольнением от службы с мундиром и 
пенсией.
01.01.1897 умер в усадьбе д.Исаково,Польской вол,Демянского у.,Новгородской губ.  Похоронен у церкви, погост с.Воронино Польской вол
[в 3 т.] / Рос. акад. наук, Сиб. отд-ние, Ин-т истории; Рук. проекта акад. РАН А. П. Деревянко; Ред. кол.: С. С. Букин [и др.]; Отв. ред. В. И. Клименко; Пред. науч. ред. совета акад. РАН В. И. Молодин; Гл. ред. чл.-корр. РАН В. А. Ламин. — Новосибирск: Истор. наследие Сибири, 2010. — Т. 3: С — Я. — 783 с.: ил., цв. ил., портр., карты, табл.; 26 см. — 3000 экз. — С. 667.</ref> 1882 по 9 февраля 1886 года. Прибыл в Иркутск 17 августа 1882 года, выехал — 28 мая 1885 года<re
и уволен от слу.
Умер 1 января 1897 года в Исакове Новгородской губернии.

## Награды
- Орден Святого Владимира III степени (14.12.1870)
- Орден Святой Анны II степени (01.09.1869)
- Орден Святого Станислава II (17.07.1864) и I (1882) степеней

## Публикации
- Русское посольство в Бухару в 1870 году // Русская старина. 1898. № 8. С. 271—290; № 9. С. 629—650.
- Крестьянская реформа в Новгородской губернии: записки С. И. Носовича, 1861—1863 / с предисл. В. И. Семевского. — Санкт-Петербург: Типография М. М. Стасюлевича, 1899. — IV, 197 с.

## Комментарии
1. ↑  Согласно другим данным, назначен иркутским гражданским губернатором 1 июня 1882 года. См.:[1]